# Верхняя Олба
Верхняя Олба (бел. Верхняя Алба) — деревня в Жлобинском районе Гомельской области Белоруссии. Входит в состав Стрешинского сельсовета.

## Административное устройство
С 14 декабря 2022 года входит в состав Стрешинского сельсовета. Ранее входила в состав и являлась административным центром Верхнеолбянского сельсовета.

## География

### Расположение
В 36 км на юго-восток от районного центра и железнодорожной станции Жлобин (на линии Бобруйск — Гомель), 112 км от Гомеля.

## Гидрография
На реке Днепр.

## Транспортная сеть
Транспортные связи по просёлочной, а затем автомобильной дороге Бобруйск — Гомель. Планировка состоит из двух параллельных между собой улиц, ориентированных с юго-востока на северо-запад и застроенных двусторонне, преимущественно деревянными усадьбами. В построенных в 1986 году 50 кирпичных домах коттеджного типа были размещены переселенцы из загрязнённых радиацией мест в результате катастрофы на Чернобыльской АЭС, преимущественно из деревни Углы Наровлянского района.

## История
Обнаруженные археологами курганный могильник (8 насыпей, в 0,5 км на восток от деревни, в урочище Курганье) и поселение эпохи неолита (в 0,3 км на север от кладбища, на правом берегу Днепра) свидетельствуют о заселении этих мест с давних времён. По письменным источникам известна с XVI века как деревня Олба в Речицком повете Минского воеводства Великого княжества Литовского, владение католической церкви. В XVIII веке часть жителей, переселившись за 3 км на юг, основали на берегу Днепра деревню Нижняя Олба, а деревня Олба стала называться Верхняя Олба.
После 1-го раздела Речи Посполитой (1772 год) в составе Российской империи. Согласно ревизским материалам 1858 года владение князя Л. М. Голицына, в Рогачёвском уезде Могилёвской губернии. В 1881 году в Стрешинской волости. Согласно переписи 1897 года находились хлебозапасный магазин, 4 ветряные мельницы. В 1908 году в наёмном крестьянском доме открыта школа, а в начале 1920-х годов для неё был выделен национализированный дом. В 1909 году 2658 десятин земли.
С 20 августа 1924 года центр Верхнеолбянского сельсовета Стрешинского, с 4 августа 1927 года Жлобинского, с 28 июня 1939 года Стрешинского, с 17 декабря 1956 года Жлобинского районов Бобруйского (до 26 июля 1930 года) округа, с 20 февраля 1938 года Гомельской области. В 1929 году организован колхоз «Новая жизнь», работали ветряная мельница и кузница. Во время Великой Отечественной войны оккупанты создали в деревне свой опорный пункт, разгромленный партизанами в феврале 1943 года. 83 жителя погибли на фронтах. В январе 1944 года в деревне размещался полевой госпиталь советских войск. Согласно переписи 1959 года центр колхоза «Правда». Работают средняя школа, клуб, библиотека, фельдшерско-акушерский пункт, ветеринарный участок, отделение связи, магазин.
В состав Верхнеолбянского сельсовета входили (в настоящее время не существующие) до 1962 года посёлки Дружный, Равище, Зоровский, до 1966 года посёлок Садовый.

## Население

### Численность
- 2004 год — 172 хозяйства, 442 жителя.

### Динамика
- 1858 год — 69 дворов, 463 жителя.
- 1881 год — 83 двора.
- 1897 год — 137 дворов, 1058 жителей (согласно переписи).
- 1909 год — 167 дворов, 1334 жителя.
- 1925 год — 227 дворов.
- 1959 год — 748 жителей (согласно переписи).
- 2004 год — 172 хозяйства, 442 жителя.

## Известные уроженцы
- М. С. Рогов — Герой Советского Союза (его имя носит деревенская школа).